# Charroux (Allier)
Charroux is een gemeente in het Franse departement Allier (regio Auvergne-Rhône-Alpes) en telt 357 inwoners (2005). De plaats maakt deel uit van het arrondissement Moulins. Charroux is een van Les Plus Beaux Villages de France.
Het dorp ligt in de vallei van de Sioule aan het begin van het Centraal Massief en toont prachtige voorbeelden van de middeleeuwse civiele bouwkunst. De kerk Saint-Jean-Baptiste werd gebouwd in de 12e eeuw en maakte vroeger deel uit van de stadsomwalling. Behalve zijn middeleeuwse karakter is Charroux tegenwoordig ook beroemd om zijn vermaarde mosterd die door een plaatselijke producent op ambachtelijke wijze gemaakt wordt. Voor toeristen is het dorp aantrekkelijk door de smalle steegjes, winkeltjes van plaatselijke kunstenaars en een drietal musea.

## Geografie
De oppervlakte van Charroux bedraagt 10,5 km², de bevolkingsdichtheid is 34,0 inwoners per km².
De onderstaande kaart toont de ligging van Charroux (Allier) met de belangrijkste infrastructuur en aangrenzende gemeenten.

## Demografie
Onderstaande figuur toont het verloop van het inwonertal (bron: INSEE-tellingen).
Vanwege een beveiligingsprobleem met de MediaWiki Graph-software is het momenteel niet mogelijk deze grafiek weer te geven. Zodra de software is bijgewerkt zal de grafiek vanzelf weer zichtbaar worden.